# Park Narodowy Skjoldungernes Land
Park Narodowy Skjoldungernes Land (duń. Nationalpark Skjoldungernes Land) – park narodowy w Danii założony w 2015 roku, obejmujący obszar o powierzchni 170 km² w regionie Zelandii, na wyspie Zelandia z siedzibą w Lejre.

## Geografia
Park obejmuje obszar 170 km² na wyspie Zelandia pomiędzy miastami Roskilde, Lejre i Frederiksværk. 62 km² tego terenu zajmuje Roskilde Fjord, pozostała część to obszar lądowy. Teren jest urozmaicony: pagórkowaty, pokryty lasami, łąkami i jeziorami. Obecny krajobraz został ukształtowany w dużej mierze po zakończeniu zlodowacenia północnopolskiego i w trakcie holocenu.

## Historia
Nazwa krainy, od której nazwano park, pochodzi od legendarnego króla Skjolda. W 1941 roku ochroną objęto półwysep Bolund, a w 2015 roku, po 10 latach przygotowań, powołano park narodowy Skjoldungernes Land, jako czwarty duński park narodowy na podstawie rozporządzenia BEK nr 521 z 27 kwietnia 2015 roku. Utworzenie parku ogłoszono za rządów Kirsten Brosbøl, która uznała ten teren za „idealne połączenie natury, krajobrazu i kultury” (duń. en perfekt kombination af natur, landskab og kultur). Wszystkie duńskie partie były za utworzeniem parku poza koalicją Czerwono-Zieloni. Pierwszym prezesem parku został rolnik Lars Vedsmand, od 1 stycznia 2017 roku jest nim leśnik i przewodnik Anders Bülow. Siedziba parku znajduje się w Lejre, przy Ledreborg Allé 2A.

## Walory kulturowe
Na obszarze parku znajduje się 171 zabytków, m.in.:
- liczne groby wikingów
- kurhan Haralda Hildetanda(inne języki)
- katedra w Roskilde – obiekt z listy UNESCO, miejsce pochówku duńskich władców
- dwór Selsø(inne języki)
- dwór Ledreborg(inne języki)
- Sankt Jørgensbjerg(inne języki) – historyczna dzielnica Roskilde, dawna dzielnica rybacka[10]

a także:
- Muzeum w Lejre(inne języki) poświęcone historii wikingów
- Centrum Doświadczalne w Lejre – centrum edukacji archeologicznej
- Muzeum Łodzi Wikingów w Roskilde.

Źródło:, o ile nie zaznaczono inaczej.

## Walory przyrodnicze
Duża część powierzchni parku stanowi również obszar Natura 2000.
Wybrane stanowiska cenne przyrodniczo:
- Roskilde Fjord z 30 wyspami[1]
- półwysep Bolund(inne języki) – cenne stanowisko pod względem geologicznym i przyrodniczym[5]
- las Boserup(inne języki) z trasami pieszymi i rowerowymi[1]
- lasy Bidstrup(inne języki) – urozmaicony teren z torfowiskami[12]

## Galeria

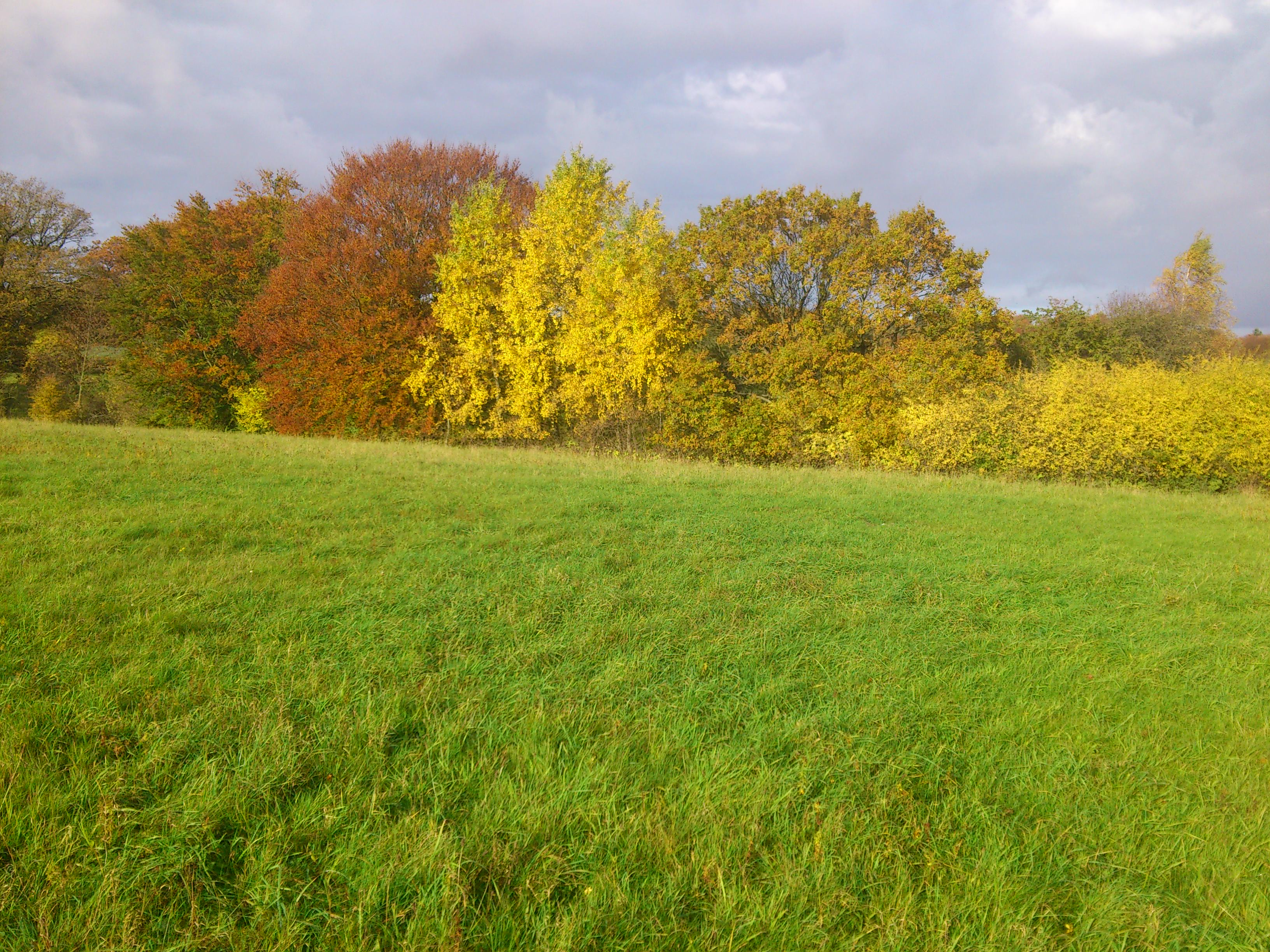
Lasy Bidstrup (2015)
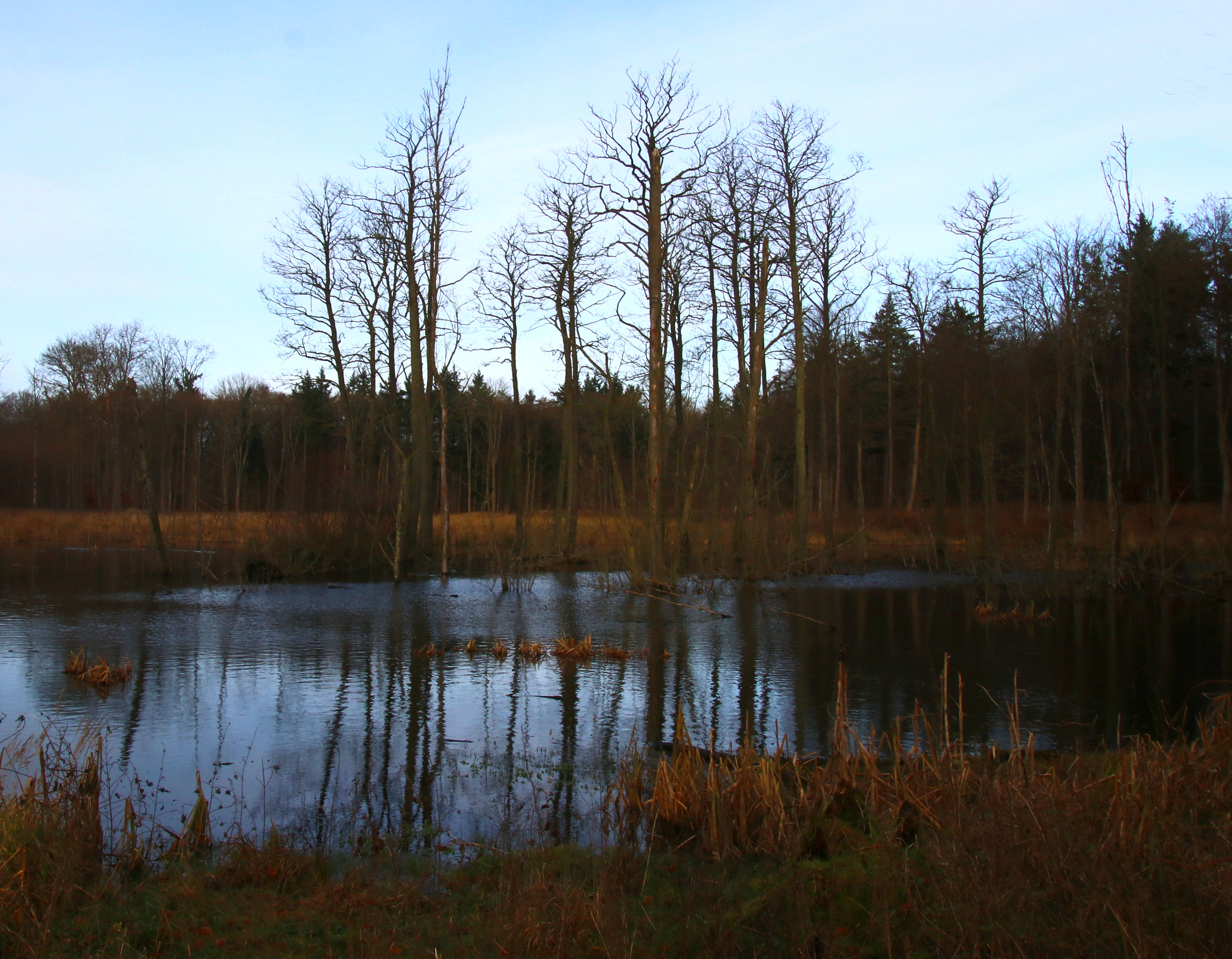
Las Boserup (2017)
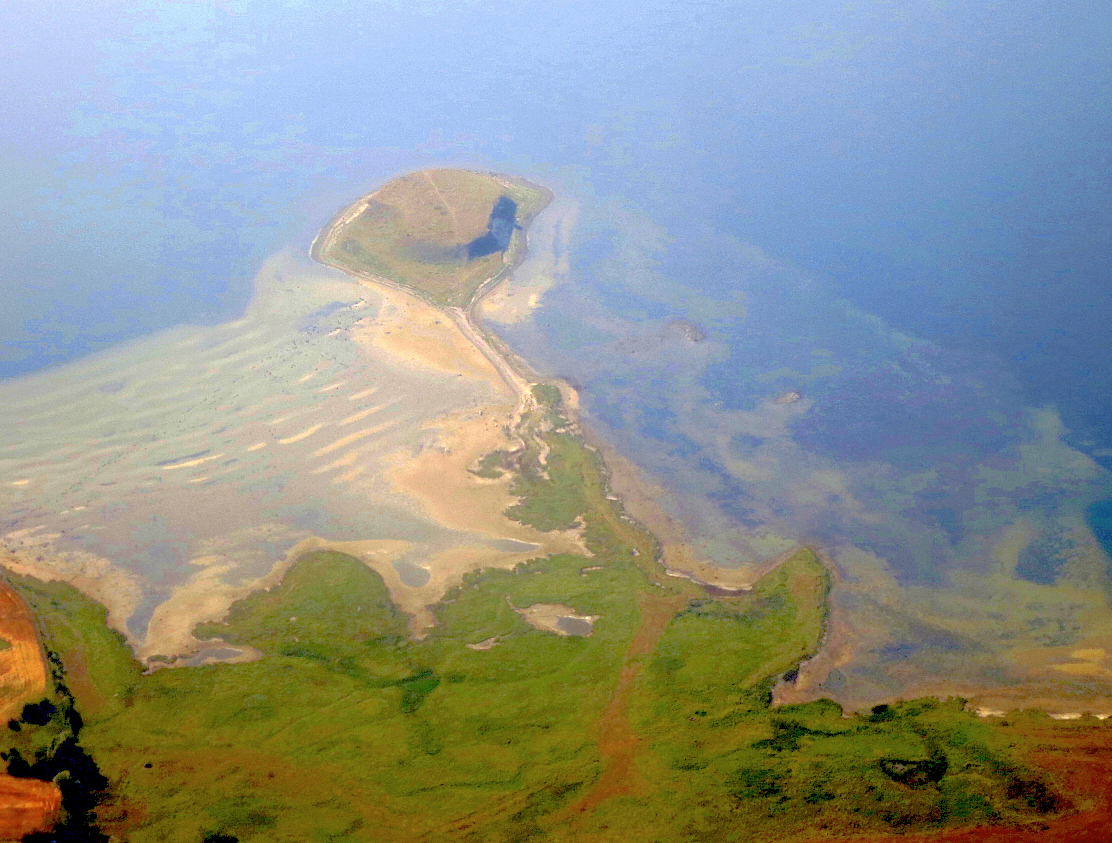
Półwysep Bolund (2015)
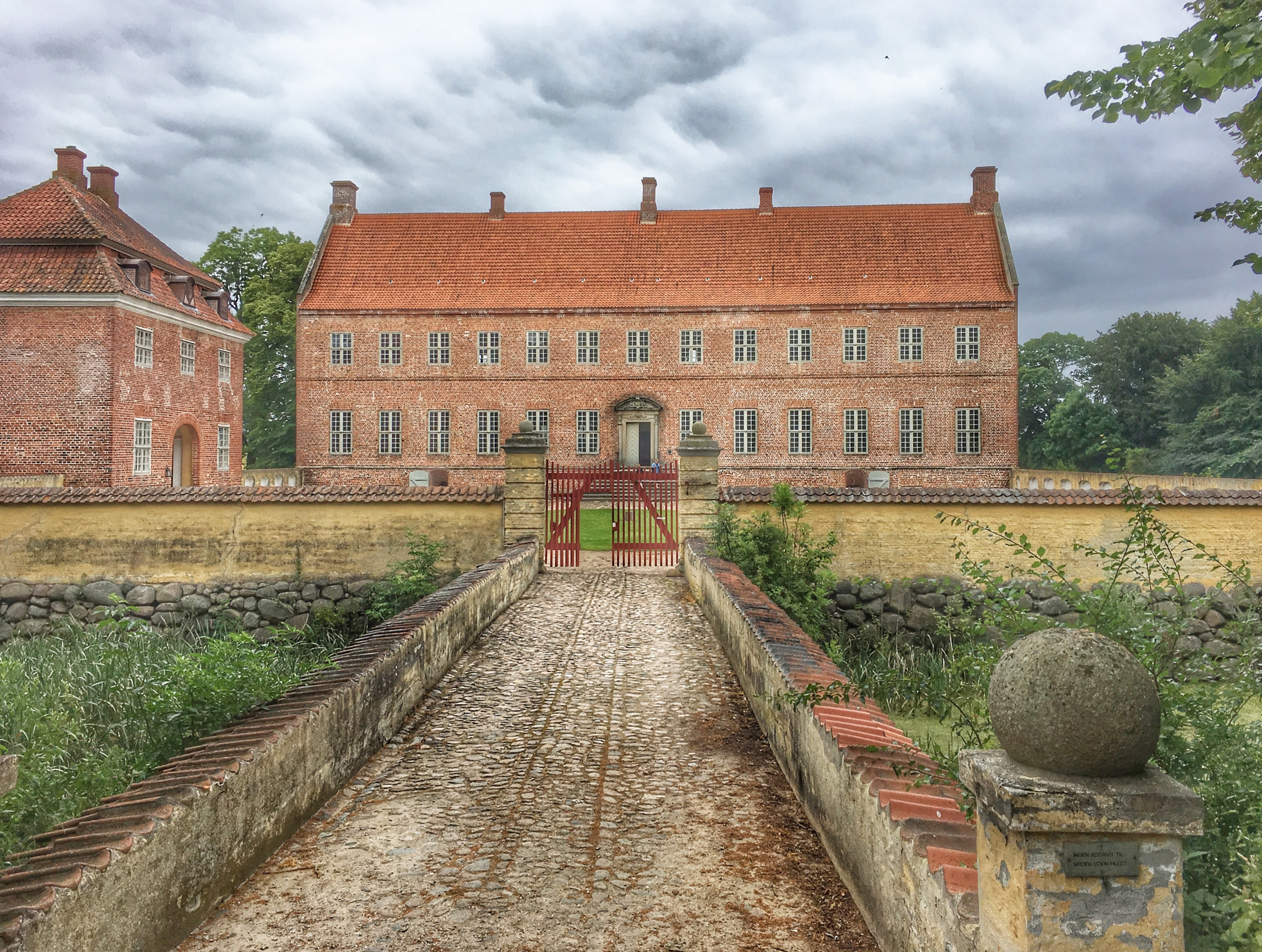
Dwór Selsø (2017)
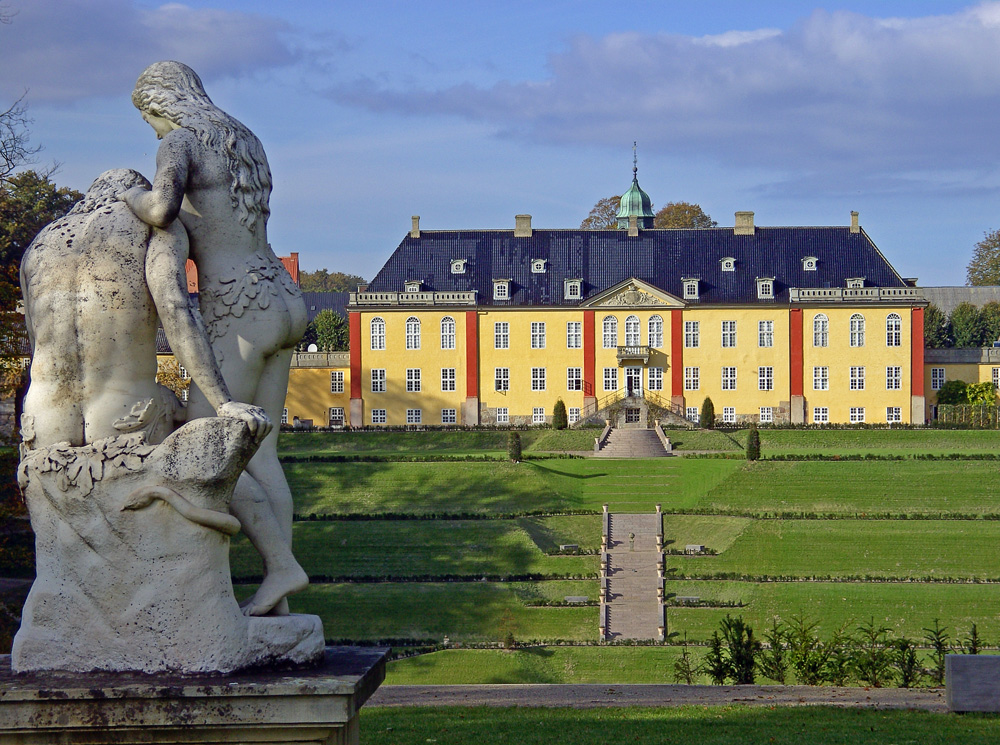
Dwór Ledreborg (2006)
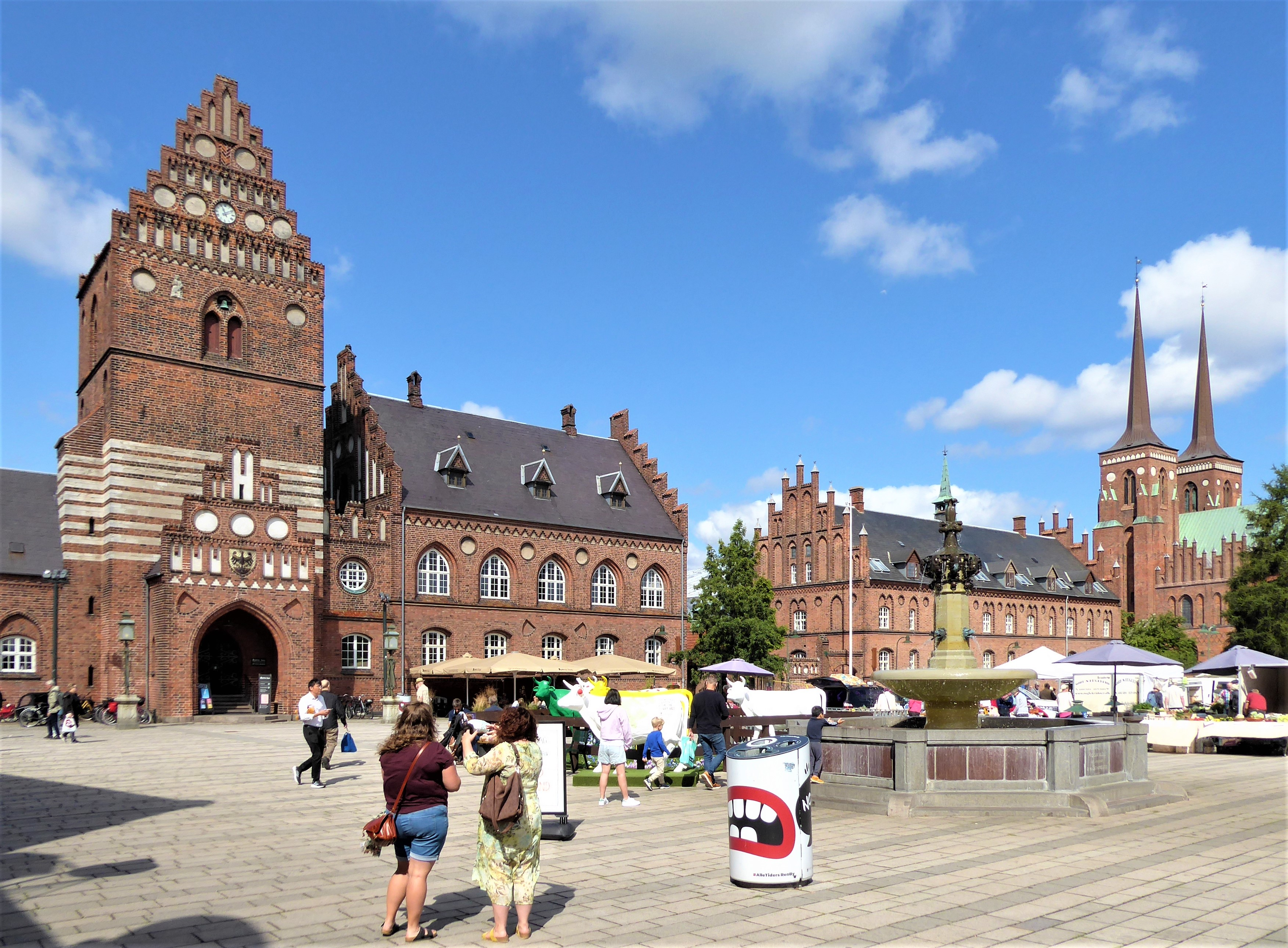
Stare miasto w Roskilde (2021)
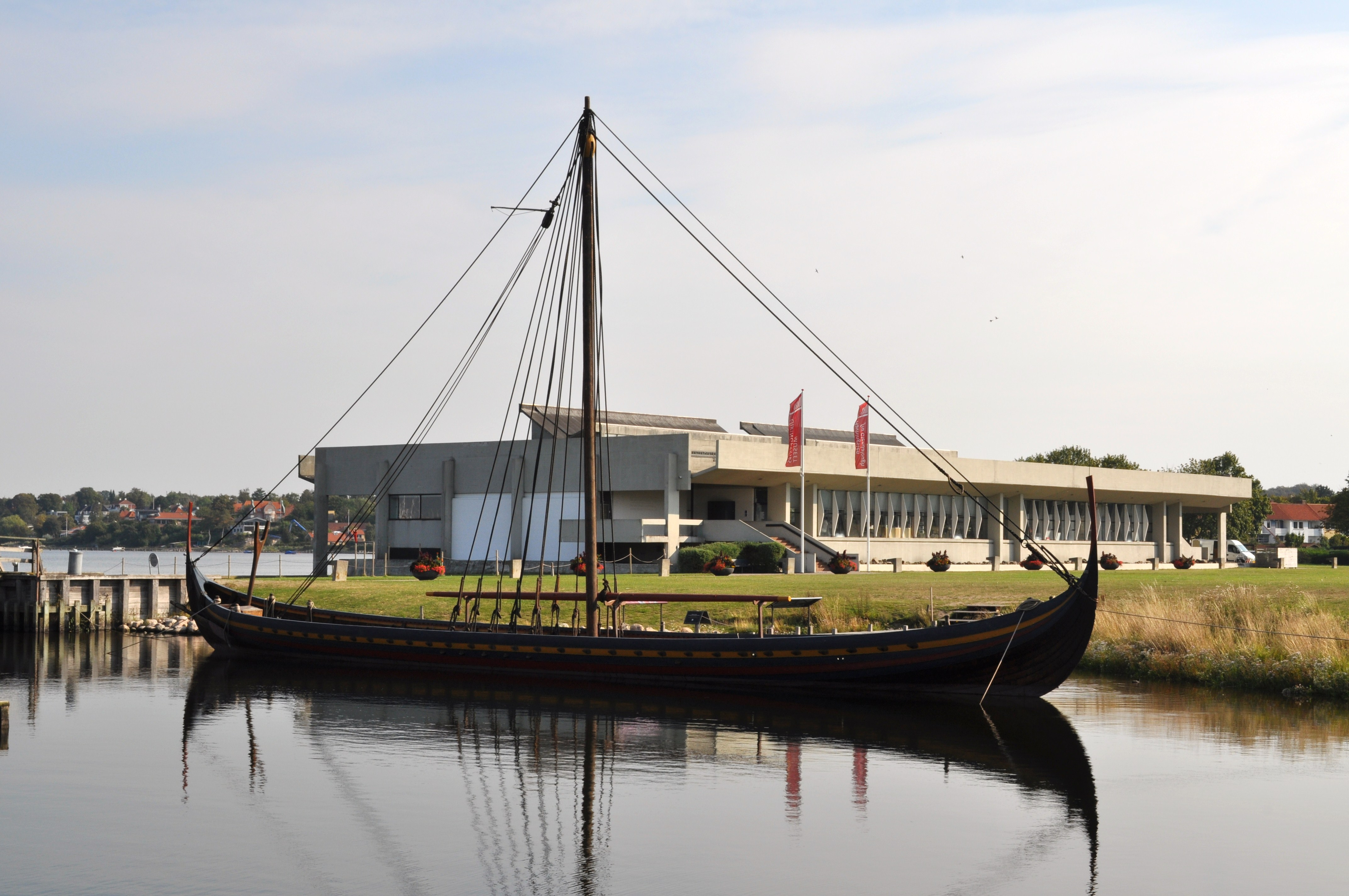
Muzeum Łodzi Wikingów w Roskilde (2009)
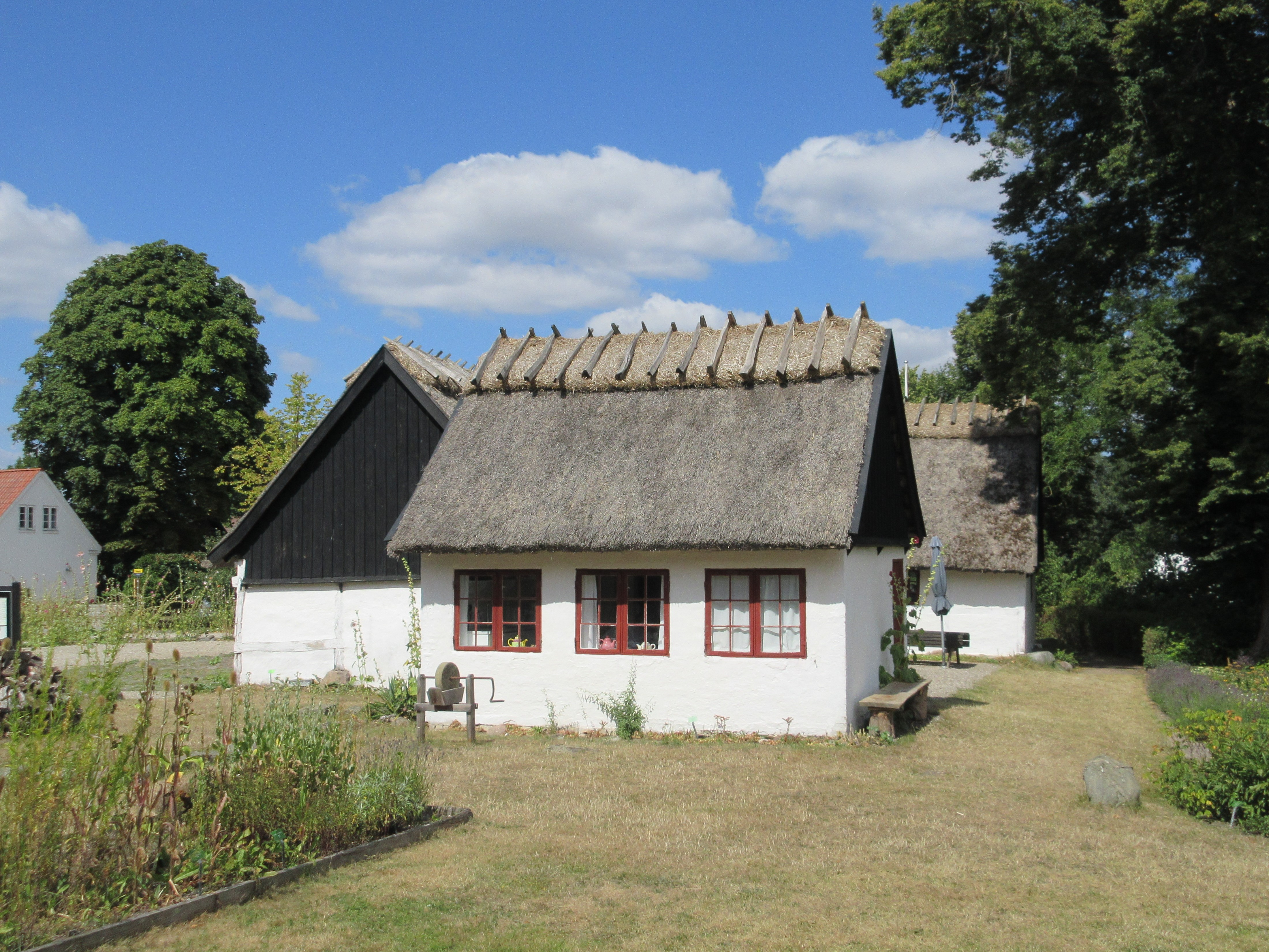
Muzeum w Lejre (2022)
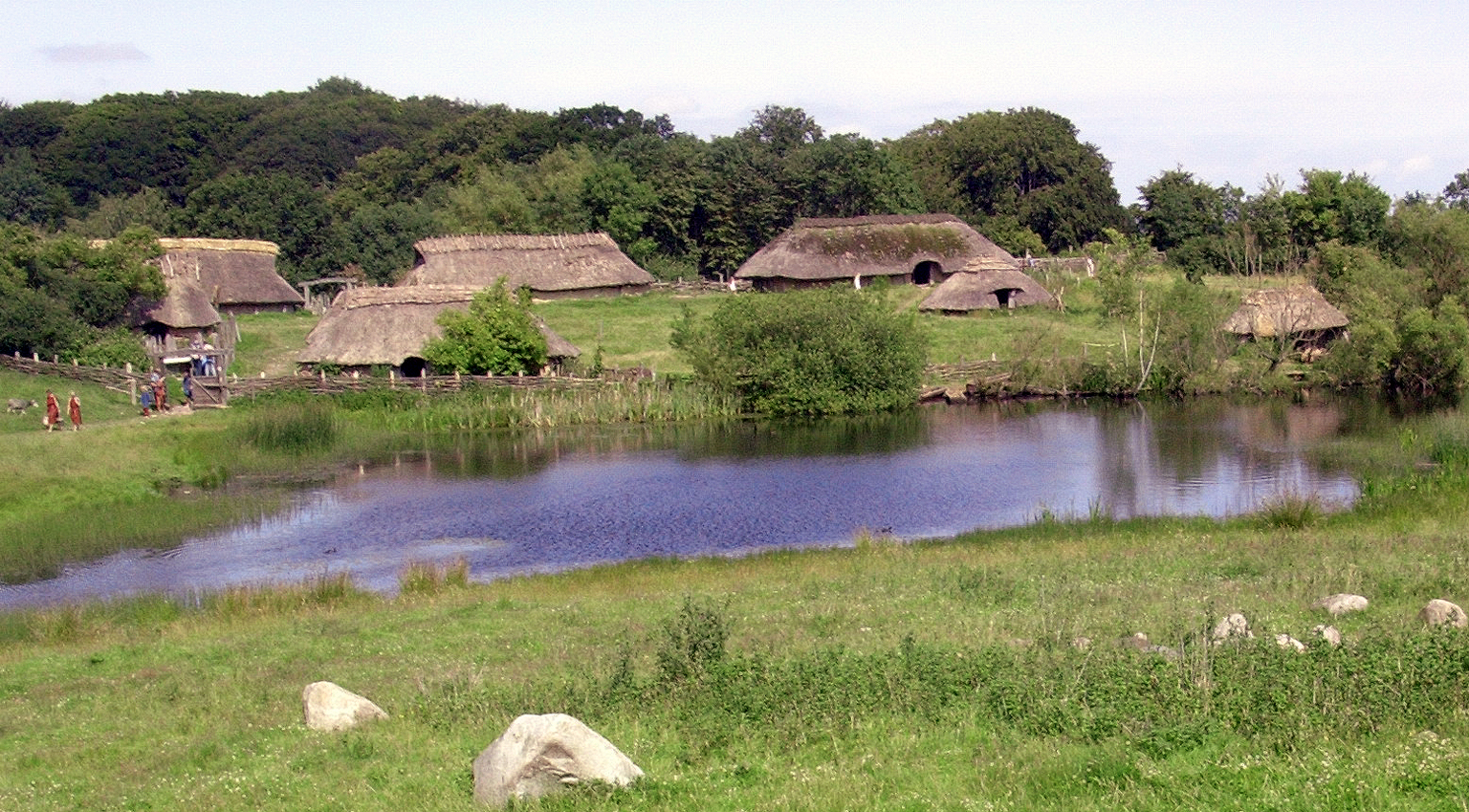
Rekonstrukcja osady z epoki żelaza w Lejre (2004)